# Hisashi Kurosaki
Hisashi Kurosaki (jap. 黒崎 久志, Kurosaki Hisashi; * 8. Mai 1968 in Awano (heute: Kanuma), Präfektur Tochigi) ist ein ehemaliger japanischer Fußballspieler.

## Nationalmannschaft
1989 debütierte Kurosaki für die japanische Fußballnationalmannschaft. Kurosaki bestritt 24 Länderspiele und erzielte dabei vier Tore. Mit der japanischen Nationalmannschaft qualifizierte er sich für die Asienmeisterschaft 1988.

## Errungene Titel
- J. League: 1996
- Kaiserpokal: 1997
- J. League Cup: 1997